# Юк
Юк — река в России, протекает в Сысольском районе Республики Коми, правый приток Сысолы.
Длина реки составляет 16 км. Течёт по лесистой ненаселённой местности на северо-запад; имеет несколько небольших притоков. Впадает в Сысолу в 2 км к югу от посёлка Исанево, в 163 км от устья Сысолы.

## Данные водного реестра
По данным государственного водного реестра России относится к Двинско-Печорскому бассейновому округу, водохозяйственный участок реки — Вычегда от истока до города Сыктывкар, речной подбассейн реки — Вычегда. Речной бассейн реки — Северная Двина.
Код объекта в государственном водном реестре — 03020200112103000019393.